# Cynopotamus essequibensis
Cynopotamus essequibensis és una espècie de peix de la família dels caràcids i de l'ordre dels caraciformes.

## Morfologia
- Els mascles poden assolir 16 cm de llargària total.[4]

## Hàbitat
Viu en zones de clima tropical.

## Distribució geogràfica
Es troba a Sud-amèrica, a les conques fluvials costaneres d'Amapá (Brasil), la Guaiana, Surinam i la Guaiana Francesa.